# Claire Coggins
Claire Coggins (Lee's Summit, 19 maggio 1985) è un'ex cestista e allenatrice di pallacanestro statunitense, professionista nella WNBA.

## Carriera
Ha disputato una stagione con le Chicago Sky.